# ベトナムのイスラム教

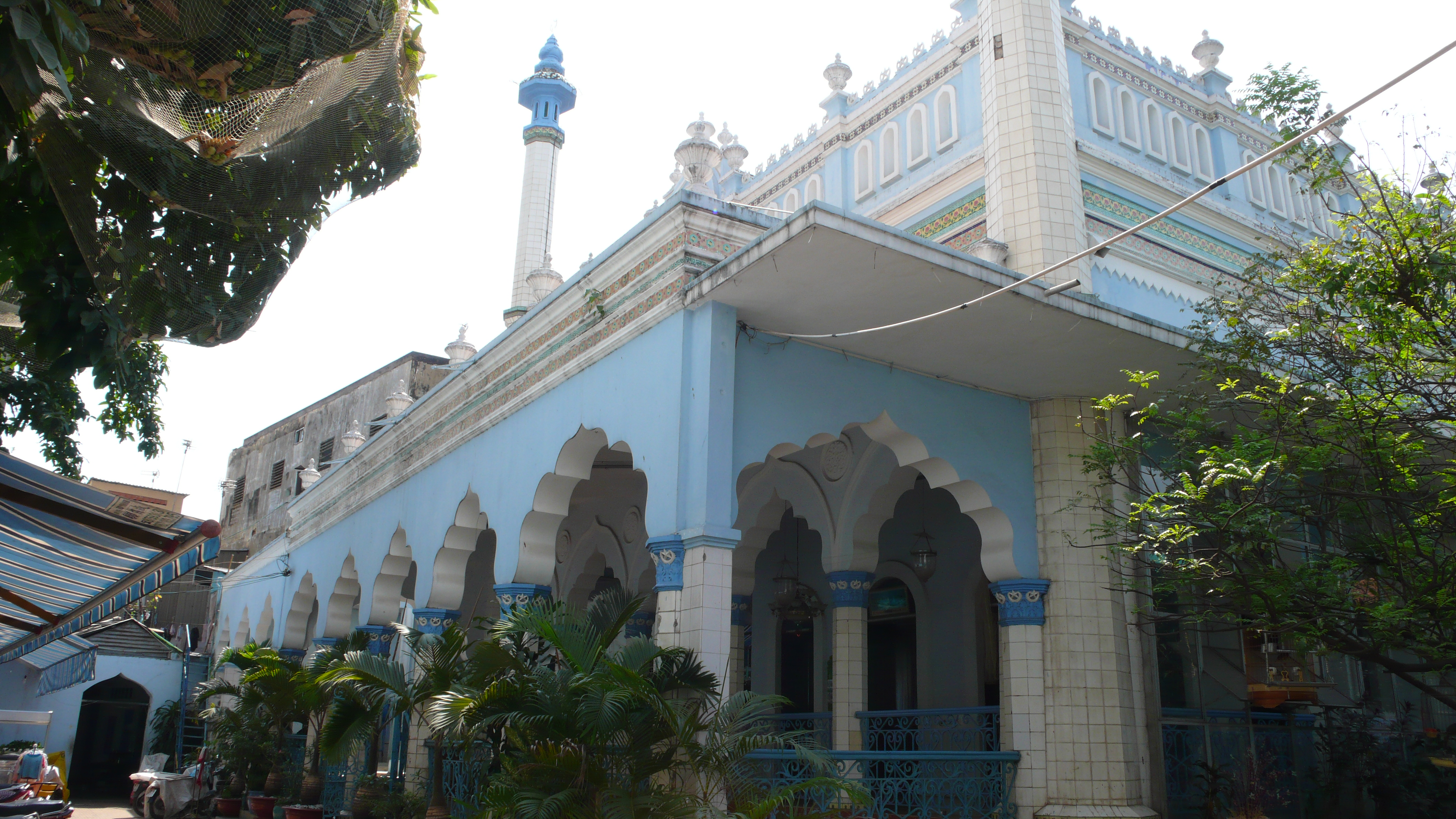
ホーチミンシティーのモスク

本項目ではベトナムのイスラム教について記述する。

## 概要
イスラム教は、ベトナムでは、マレー人と関係のある少数民族集団である中部南端 や南部のチャムが信仰する宗教として知られる。中部南端（ニントゥアン省、ビントゥアン省）のバニーはすべてチャムである。中部にはバニーのほかにフロイやバチャムがおり、特にバチャムの神話体系はアロワハ（アッラー）を造物主とするが、イスラム教徒（ムスリム）ではなく、「バラモン教徒」と見なされている。南部（ホーチミンシティー、チャウドック、タイニン）のシャーフィイーは必ずしもチャムではなく、約3分の1はチャム以外の、ほかの民族集団－チャヴァクーや印僑（含むパキスタン系）である。チャヴァクー Jawa Kur は主にアンザン省チャウドックのカンボジア国境に住むクメール語話者であるが、チャム語もよく通じる。ホーチミンシティーのシャーフィイー・コミュニティーは印僑やアラブ人の男性がチャム女性と通婚してできたもので、国際色豊かであり、ベト族（キン）との通婚もみられる。

## 歴史

### ディマシュキーによる記録

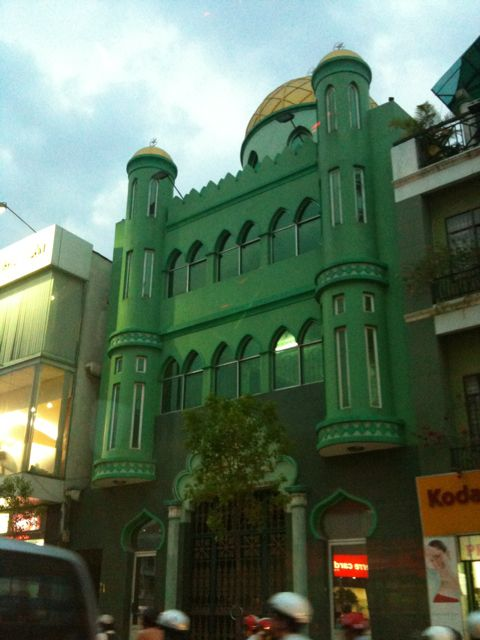
ホーチミンシティーのモスク（ジャミウル・ムスリミン・モスク）

チャンパ王国（占城国、７世紀～1832）はヒンズー教（印度教）を奉じていたが、長期間の三教（印・仏・回）共存の期間を経て、全面的にイスラム教（回教）へ改宗した。ディマシュキーの『コスモグラフィー』（1325-1327ごろ）に採録されたイスラムの伝道に関する伝承によれば、イスラム帝国正統カリフ時代の第3代カリフ、ウスマーン・イブン・アッファーンが650年に唐に使節を送った際、唐の入り口にあったアッ・サンフ（チャンパ）にイスラムが伝えられた。７世紀末には、アリーユーン派の人々が、中国へ向かう経路の途中にあるアッ・サンフ（チャンパ）に停泊地を複数作ったいう。ディマシュキーによる記述のほかに、イスラム教の伝来を示す最古の物的証拠は、約300年後～600年後、10世紀末から13世紀にかけての、占城人（チャンパ人）の間にイスラム教が広がっていたことを示す宋朝期の占城人朝貢使節の名簿（アラビア語の名前）と、海南省三亜市への移住伝承（天方古墓にある宋末元初の文字）、ニントゥアン省ファンラン市郊外で発見されたアラビア語碑文である。14世紀末以降、インドシナ半島、マレー半島、ジャワなどにおいてイスラム化が進行した。ムスリム商人の活動により、インドシナ半島とマレー半島との間、インドシナ半島とジャワ島の間で交流が盛んになると、イスラム教もチャンパからジャワへ、マレーからチャンパやカンボジアへ、相互に影響を与えあうようになる。

### マラッカ王国による記録
マラッカ王国の年代記『馬来編年史』（Sejarah Melayu, 1612ごろ） によれば、チャンパ王国（占城国）におけるイスラム教の信者は、まずヤク王国 Yaq（闍槃国、ベトナム中部－ビンディン省・フーイエン省にあり、チャンパ諸国の中心だったと考えられる）に広がった。ヤク王国は大越黎朝の侵略を受けて1471年に崩壊した。『占皇家編年史』（Sakkarai dak rai patao Cam, 1832ごろ）によれば、現在のチャム居住地における信者数は、アグイ小王国 Anguei がヤク王国（ジュク王国 Jek）の侵略を受けて崩壊しアグイの遺民がパンラン Pa-nrang（ベトナム中部ーニントゥアン省・ビントゥアン省）に移住した1397年以降に、ヤク（ジュク）からやってきた伝道団の活動により増え始めた。イスラム教が王権とむすびついて国教化したのはポーロメの治世ー17世紀半ばと考えられる。その後、チャンパ王国（占城国）は大越広南国（ダンチョン王国 Đàng Trong）の侵略を受けて1693年にいったん滅亡し、２年後に「順城鎮」として再独立した。順城期のチャンパも依然として広範な自治権を維持したが、ダンチョン＝広南阮氏の宗主権のもと、マレー半島などのイスラム勢力との連携は困難となった。

### フランス領インドシナにおけるムスリム
順城鎮時代、チャムはベト族と比較して税制上の優遇を受け、ベトナム阮朝の宗主下にあって、広範な民族自治を享受した。1830年代、英仏の干渉による清の弱体化と、マレー半島とビルマに進出するイギリス、独立国シャム（タイ）、ラオス・カンボジアに進出するフランスが東南アジア大陸部で鼎立すると、阮朝は対外警戒心を強めた。阮朝は地方の鎮王や土官たちの権限を削り、改土帰流・中央直轄化を進めた。『勦平順省蠻匪方略』（1835）によれば、1832年にチャンパ＝順城鎮は廃止されて、前鎮王・阮文承 Po Phaok The を含む一部の不満分子が、黎文傀（儂文傀）Lê Văn Khôi を首魁とする南部大反乱に合流した。しかし、反乱鎮圧の過程でふたりのチャム王族女性ナイカンワー Nai Khan Wer とコクジプ Kaok Jip が反乱派のチャム及び山地民に投降を呼びかけて、和平に大きく貢献したため、チャム王家そのものは存続が認められた。禾多土県時代（阮朝直轄期）、潘里土府時代（仏領期）を通じ、旧・順城鎮にあったチャム居住地では、コクジプの子孫（チャム王家の女系子孫）の配偶者男性が知事職（土知県、土知府）に就き、民族自治が続いた。1834～35年のベトナム南部大反乱の鎮圧後、カンボジアでもチャム出身の大臣 Tuen Phaow の息子たちによる反乱がおこり、その鎮圧の過程で数千人のチャムがふたりのチャム貴族ジャ・イン Ja In とジャ・バイ Ja Bai に率いられ、張明講 Trương Minh Giảng が保護したベト族の難民とともに、カンボジアからベトナムのメコンデルタ地域、チャウドック（アンザン省）に移住した。阮朝の中央集権化の努力にもかかわらず、阮朝は結局フランスの侵略に屈し、国土を四分割してフランスへ直轄領・保護領として割譲し、1880年以降、フランス領インドシナ連邦（仏印）が成立した。フランスの直轄領となった南部地域では、ムスリムの移動が自由になって、ムスリムの仏印内のカンボジアや独立国パタニ、英領マラヤとの相互往来が活発になった。マレーのイスラム教は20世紀初頭、サイゴン（いまホーチミンシティー）及びチャウドックのチャムの間に影響力を持ち始め、宗教系の出版物がマレー半島から輸入されるようになった。マレー人聖職者はサイゴンやチャウドックのモスクにおいてマレー語でフトバ（説教）を行い、チャムの中にはイスラム教を学ぶため、独立国パタニ（1902年にシャム＝タイに併合）や英領マラヤのマドラサに赴く者が出始めた。ベトナム南部のムスリムと、南タイ（パタニ）、マレーシアのムスリムの相互往来は、仏印の消滅後も、南ベトナム時代のおわりまで続いた。

### ベトナム社会主義共和国におけるムスリム
1975年に民主カンボジアが成立し、南北ベトナムが統一され、1976年にベトナム社会主義共和国が成立すると、社会主義政権による宗教弾圧から逃れるため、カンボジア・ベトナムから約55,000人のチャムがマレーシアなどにに避難した。また1,750人のチャムがイエメンに移住し、移民として受け入れられ、ほとんどがタイズに居を移した。ベトナムにおいてもモスクが政府により閉鎖されたと主張する著述家がおり、それが疑われる遺構もある（フエの印僑モスクやバリアのフオクティエン・モスクなど）。1975年の革命直後、ベトナムにおいても、カンボジアほどではないにせよ、地方政府・党支部とチャムの諸宗教とくにイスラーム（シャーフィイー）の対立が深刻になり、中央政府・党としてシャーフィイーとの対立解消に努めたことが、ベトナム共産党の「チャム同胞に対する工作に関する指示」（1983）に看守される。1980～1981年ごろから、ベトナムに残った者も、公安から暴力的な迫害を受けることはなくなった。一方、民主カンボジア・ポルポト政権の崩壊後も続いた社会不安から逃れるため、1978年～1989年にかけて、のべ数千人のカンボジア・チャム難民がベトナム南部の東南地方、ドンナイ省に移住しした。国家の制約はあるものの、ベトナムは建前としては憲法において信教の自由を保証していた。
1981年ごろには、すでに、ベトナムへ入国した外国人観光客が地元のムスリムに話し掛けたり、彼らのそばで礼拝することを公安が警戒しなくなっていた。ある1985年の報告では、ホーチミンシティーのムスリム共同体には民族的多様性があると記録されている。チャムのほか、亡命や海難（漂流）で渡越したジャワ人、スンダ人やバリ人（インドネシア人）、ビジネスのため渡越したマレーシア人や印僑（含むパキスタン人）、アラブ人（イエメン人、北アフリカ人）がおり、その総数は当時すでに約10,000人に上っていた。
歴史的経緯から、1693年以降、ベトナムのムスリム、なかんづく中部のバニーと呼ばれるチャム系ムスリムは世界のイスラム教主流派から比較的隔絶していた。この隔絶と、イスラム教の宗教学校がなかったことにより、バニーにおけるイスラム教の宗教活動は習合性が進んだと誤解されている。実際には、バニーは祖先崇拝を尊重するが、ヒンズーやバラモンの神々を祀ることはなく、初期イスラム伝道者らを神格化した聖者崇拝がみられるだけである。また、バチャムにおいてもシヴァなどのヒンズーの神格を祀る祭祀文献は存在せず、その神格は王家の祖先神である。バニーにおいてもアラビア語の学習と使用は過去から現在まで一貫して奨励されてきたが、1693年から1990年代まで、約300年にわたる隔絶により、バニーにおいてはアラビア語の聖句の誤用や誤読が極めて多くなった。バニーはアリー・イブン・アビー・ターリブを極めて重視する。アリーを「神の子」と呼ぶ者もいるとの報告がある。ディマシュキーの『コスモグラフィー』（1325-1327ごろ）にもアッ・サンフ（チャンパ）におけるアリーユーン派（初期シーア派）の亡命伝承がある。しかし、バニーが使用するキターブ群は基本的にシャーフィイーと同じものであり、彼らのイスラムをシーア派と判断する根拠はない。
国内最大のモスクが2006年1月、一部サウジアラビアからの寄付を得てカンボジア・チャム難民が定住したドンナイ省スアンロック県に完成した。

## 人口

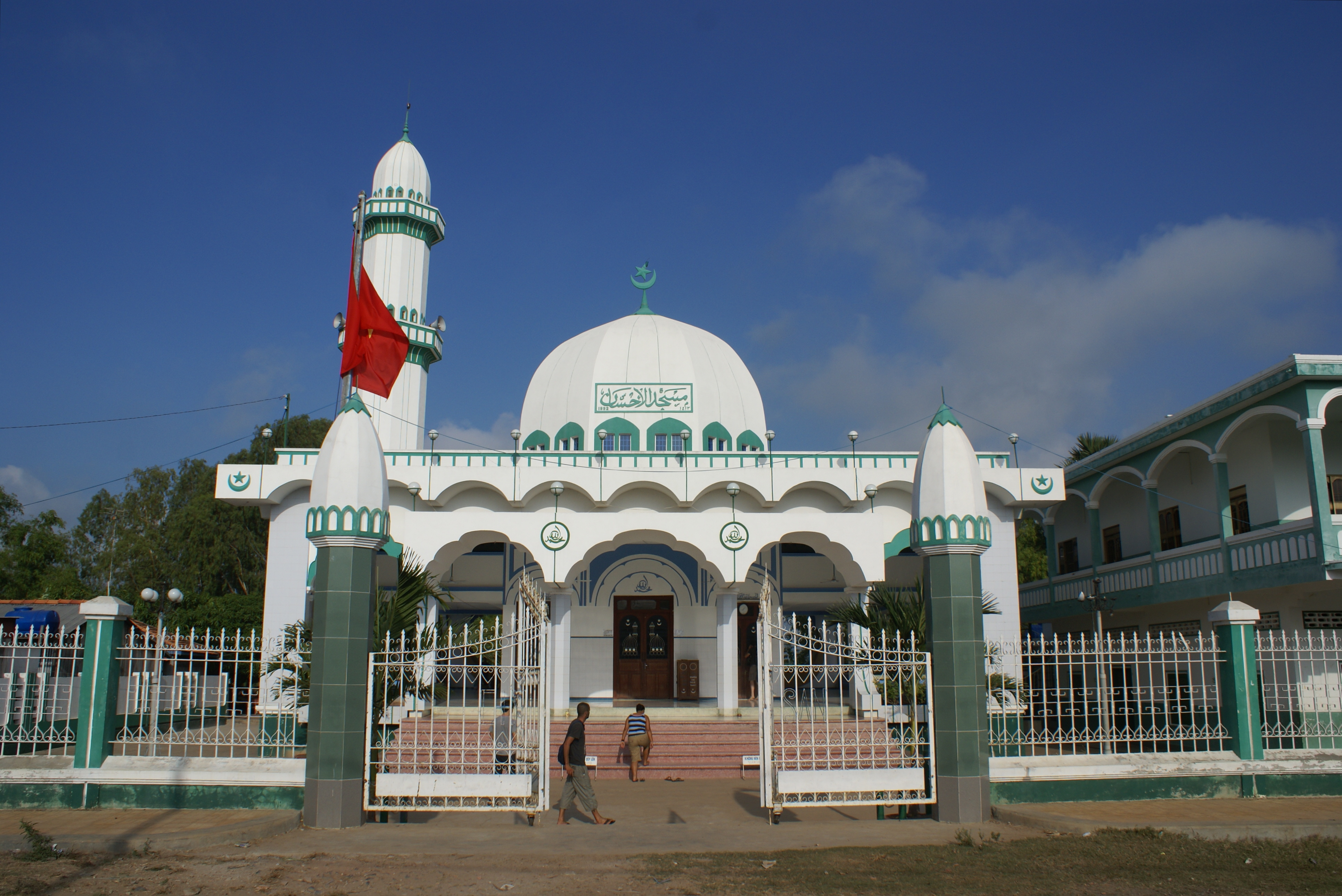
アンザン省のモスク

1999年4月の国勢調査によれば、ベトナムのムスリム人口は63,146人である。また、国内の公定6宗教（仏教、カトリック、プロテスタント、イスラム教、カオダイ教、ホアハオ教）のうち、ムスリム人口は総人口8800万人の0.1%弱、約67000人との調査もある。このムスリムは中部南端のバニーと南部のシャーフィイーを合計したものである。

### 居住地域・性差
77%以上が中部南端（ニントゥアン、ビントゥアン）及び南部の東南地方（タイニン、ドンナイ、ホーチミンシティー）に住み、うち34%がニントゥアン省、24%がビントゥアン省、9%がホーチミン市に住んでいる。残りのうち22%が南部の西南地方（メコンデルタ地域）、特にアンザン省のチャウドックに住む。1%が国内の他地域に居住。信者の男女比は、ムスリム女性の数がムスリム男性の数よりも7.5%多いアンザン省を除き、イスラム教徒が多く住むどの地域においても男女の比率差が2%の枠内に収まっている。
ただし、この分布は以前に比べ幾分変化している。1975年以前は国内のムスリムのほぼ半数が南部（タイニン省とアンザン省）に住み、1985年になってもホーチミンシティーのムスリム系住民は約10,000人と報告されていた。

### 構成
シャーフィイーとバニーの2集団からなる。前者は南部（ホーチミンシティー、タイニン、チャウドック）に居住するスンナ派で、チャムの一部としてラーム人（藍人、イスラーム人）と呼ばれたが、チャム以外の者も多く、現在はシャーフィイーの自覚が高まっている。後者は中部南端（ニントゥアン、ビントゥアン）に住み、バチャム集団との間で宗教職能を分掌している（バチャムは祖霊祭祀を、バニーはアロワハ祭祀を担当する）。前者が世界のシャーフィイー共同体と関わりがあり、多様な民族構成であるのに対し、後者は海外のムスリムとの紐帯が乏しく、専らチャムで占められている。

### 学歴
5歳以上のムスリム54,775人のうち、25%に当たる13,516人が現在学生で、48%に当たる26,134人が過去学校に通ったことがあり、27%に当たる残りの54,775人が、一度も就学経験が無いという（ベトナム全体の非就学者は人口の10%）。これはムスリムが国内の全ての宗教集団の中で、2番目に非就学率が高いことを示している（国内最高はプロテスタントの34%）。イスラム教の宗教学校がなかったベトナムでは徒弟教育が伝統的であり、これにあきたりない教育熱心なムスリムは子供を中学～高校からタイ（パタニ）やマレーシア（クランタン）のマドラサに海外留学させることが多く、彼ら留学生はベトナム国内の就学統計に反映されていない。非就学率は男性が22%、女性が32%であった。また、ムスリムは宗教別の大学進学率が最低レベルでもあり、高等教育機関で学んだ者は、総人口の約3%に比べ、ムスリムは1%程度である。

## 組織
ホーチミンシティー・ムスリム代表者委員会が1991年7人により設立された。同様の組織は2004年にアンザン省にも設立されている。

## 国勢調査
- (Excel) Table 83: Muslim believers as of 1 April 1999 by province and by sex, Tổng Cục Thống kê Việt Nam, (1999-04-01) 2007年3月29日閲覧。
- (Excel) Table 93: Population aged 5 and over as of 1 April 1999 by religion, by sex and by school attendance, Tổng Cục Thống kê Việt Nam, (1999-04-01) 2007年3月29日閲覧。
- (Excel) Table 104: Population aged 5 and over as of 1 April 1999 by religion, by sex and by education level (Attending/attended), Tổng Cục Thống kê Việt Nam, (1999-04-01) 2007年3月29日閲覧。